# Jason Bernard

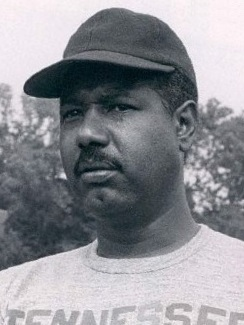
Jason Bernard, Szene aus dem Film Wilma (1977)

Jason Bernard (* 17. Mai 1938 in Chicago, Illinois; † 16. Oktober 1996 in Burbank, Kalifornien) war ein US-amerikanischer Schauspieler.

## Leben
Sein Leinwanddebüt gab Jason Bernard in dem 1968 erschienenen und von Jules Dassin inszenierten Drama Black Power an der Seite von Ruby Dee und Roscoe Lee Browne. Nachdem er in Serien wie Cagney & Lacey, Harrys wundersames Strafgericht und Flash – Der Rote Blitz mitspielte, verkörperte er von 1991 bis 1994 in 72 Folgen die Figur des Mr. Paul Bracken in der Fernsehserie Vier mal Herman. Außerdem verkörperte er die Figur des Captain William Eisen in den beiden Computerspielen Wing Commander 3 und Wing Commander 4.
Am 16. Oktober 1996 erlitt Jason Bernard einen Herzinfarkt als er mit seinem Auto am Cahuenga Boulevard vorbeifuhr. Er verursachte einen Autounfall und wurde ins St. Joseph Medical Center in Burbank eingeliefert, wo er kurz darauf verstarb. Er hinterließ seine Frau und die drei gemeinsamen Kinder.

## Filmografie (Auswahl)

### Film
- 1968: Black Power (Up Tight!)
- 1975: Friday Foster
- 1976: Car Wash – Der ausgeflippte Waschsalon (Car Wash)
- 1977: Wilma Rudolph, die schwarze Gazelle (Wilma)
- 1978: Solo mit Trompete (Uncle Joe Shannon)
- 1980: Die Nacht, als der Terror tobte (The Night the City Screamed)
- 1982: Die verrückten Abenteuer eines Playboys (I Was a Mail Order Bride)
- 1982: Ich glaub’, ich steh’ im Wald (Fast Times at Ridgemont High)
- 1982: Pray TV – Die Sendung Gottes (Pray TV)
- 1983: Das fliegende Auge (Blue Thunder)
- 1983: Ein Richter sieht rot (The Star Chamber)
- 1983: Wargames
- 1984: City-Killer – Eine Stadt in Panik (City Killer)
- 1984: Solo für 2 (All of Me)
- 1985: Rape – Die Vergewaltigung des Richard Beck (The Rape of Richard Beck)
- 1986: Times Square Gang (The Children of Times Square)
- 1987: No Way Out – Es gibt kein Zurück (No Way Out)
- 1988: Ein Bulle aus Granit (Police Story: Gladiator School)
- 1989: Paint It Black – Im Dunkeln der Nacht (Paint It Black)
- 1989: Unbarmherzige Meute (Original Sin)
- 1995: Dexter Riley – Total verkabelt und nichts begriffen (The Computer Wore Tennis Shoes)
- 1995: Karussell in den Abgrund (Down, Out & Dangerous)
- 1995: Während du schliefst (While You Were Sleeping)
- 1996: Frage nicht nach morgen (Suddenly)
- 1997: Der Dummschwätzer (Liar Liar)

### Serie
- 1981–1982: Flamingo Road (vier Folgen)
- 1982: M*A*S*H (eine Folge, 10x14)
- 1982–1988: Cagney & Lacey (acht Folgen)
- 1983: Die Jeffersons (The Jeffersons, drei Folgen)
- 1984: Harrys wundersames Strafgericht (Night Court, zwei Folgen)
- 1984: Unter der Sonne Kaliforniens (Knots Landing, vier Folgen)
- 1984: V – Die außerirdischen Besucher kommen (V, drei Folgen)
- 1984: Hunter (Fernsehserie, Folge 1x04: The Hot Grounder)
- 1984: Trio mit vier Fäusten (Fernsehserie, Folge 2x08: It’s A Vial Sort Of Business)
- 1985: Airwolf (Fernsehserie, Folge 2x06: Auf der Suche nach dem Mörder)
- 1986: Die Bill Cosby Show (The Cosby Show)
- 1990–1991: Flash – Der Rote Blitz (Flash, zwei Folgen)
- 1991–1994: Vier mal Herman (Herman’s Head, 72 Folgen)